# Slobodan Mišković
Slobodan Mišković (Krivoj Ploc, 12 de dezembro de 1944) é um ex-handebolista iugoslavo, foi campeão olímpico.

## Títulos
- Jogos Olímpicos:
  - Ouro: 1972